# 신천중학교 축구부
신천중학교 축구부는 서울특별시에 위치한 신천중학교의 축구부이다. 신천중학교가 운영하는 축구부로 1999년에 창단 하였다.

## 같이 보기
- 신천중학교